# Zakon

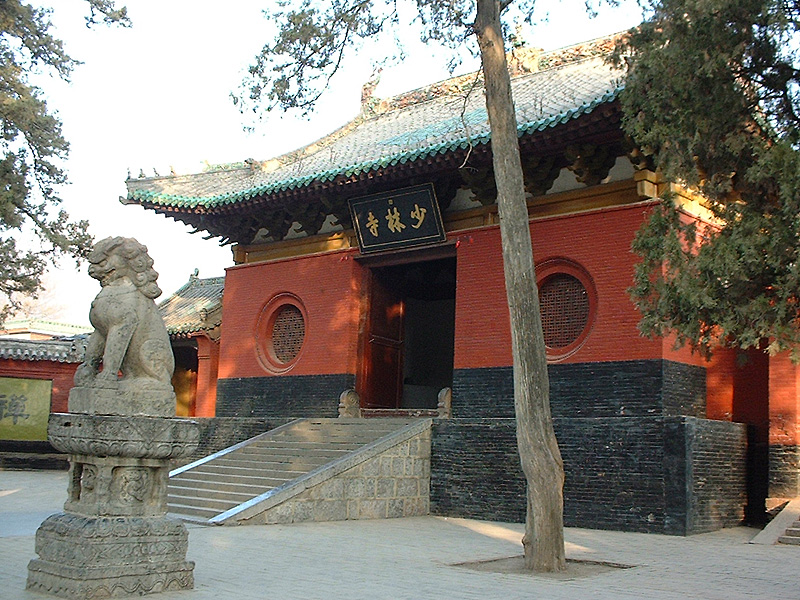
Zdjęcie z klasztoru Szaolin w Chinach – siedziby jednego z zakonów buddyjskich

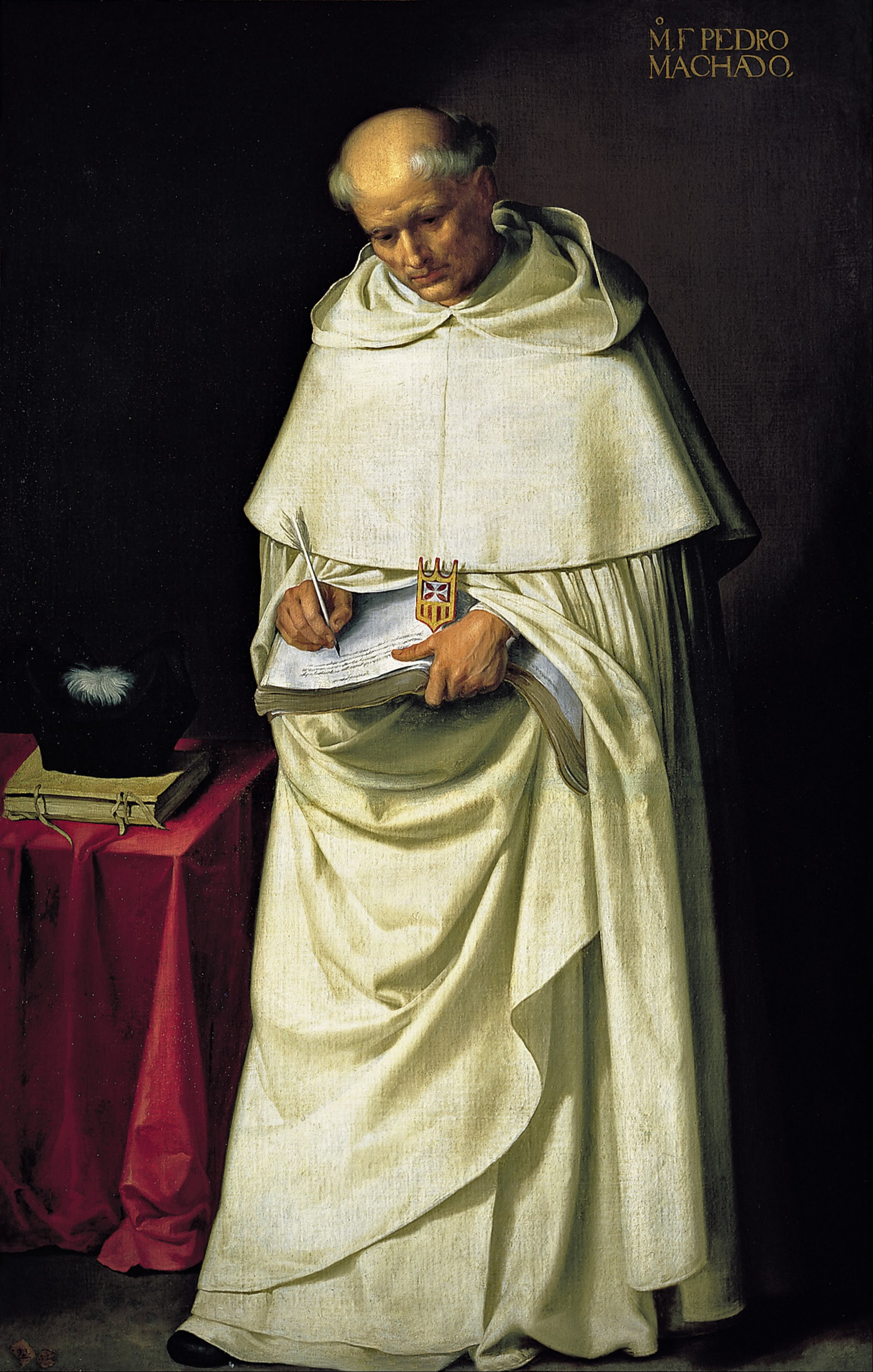
Zakonnik mercedariusz, ojciec Pedro Machado, na portrecie Zurbarána

Zakon (łac. ordo) – typ organizacji religijnej lub świeckiej. Zrzeszają one ludzi, którzy złożyli śluby zakonne – życia według ściśle określonych reguł. Zakony występują lub występowały w różnych religiach i tradycjach jak buddyzm, chrześcijaństwo, islam i inne. Zakony miewają swoje siedziby znane jako klasztory, a niektóre z nich są znane jako opactwa lub konwenty. Czasem słowa klasztor, opactwo i konwent to synonimy zakonu lub jego części.
Zakony bywają odróżniane od innych organizacji religijnych jak:
- bractwa religijne;
- zgromadzenia zakonne;
- stowarzyszenia życia apostolskiego;
- instytuty świeckie.

Katolickie zakony i niektóre inne organizacje są znane zbiorczo jako instytuty życia konsekrowanego. Życie konsekrowane może oznaczać członkostwo w zakonie, podobnej organizacji religijnej lub pewien bardziej indywidualny status.
Życie zakonne to inaczej monastycyzm, choć to słowo miewa też inne znaczenia. Czasem oznacza ono tylko niektóre formy życia zakonnego oraz indywidualne życie mnisze – pustelnictwo.

## Nazwy członkostwa
Osoby należące do zakonów są nazywane różnie:
- mężczyzna to zakonnik lub brat zakonny[19][20];
- kobieta to zakonnica lub siostra zakonna[21][22];
- część zakonników to ojcowie – w chrześcijaństwie ten tytuł oznacza połączenie życia zakonnego ze święceniami[23][24];
- chrześcijańskie zakonnice na wyższych, kierowniczych stanowiskach są znane jako matki[25][26];
- część zakonów chrześcijańskich to zakony mnisze. Tworzą je mnisi i mniszki[27][28].

Te słowa w kontekście religii mają też inne znaczenia:
- brat to także członek bractwa religijnego[29][30], a takie organizacje nie są tym samym, co zakony[31][32][33];
- czasem siostra to kobieta niezwiązana z żadnym zakonem[34];
- ojciec święty lub Ojciec Święty to tytuł papieża[35][36];
- ojciec duchowny to spowiednik[37] lub kierownik duchowy[38];
- ojciec Kościoła to tytuł niektórych pisarzy wczesnochrześcijańskich[39][40][41];
- Matka Kościoła to jeden z tytułów Maryi – matki Jezusa z Nazaretu[42][43][44];
- ojciec chrzestny i matka chrzestna – czyli rodzice chrzestni – to zupełnie inne pojęcia[45][46][47][48];
- mnich to także pustelnik, który bywa niezwiązany z żadnym zakonem[49].

## Zakony w chrześcijaństwie

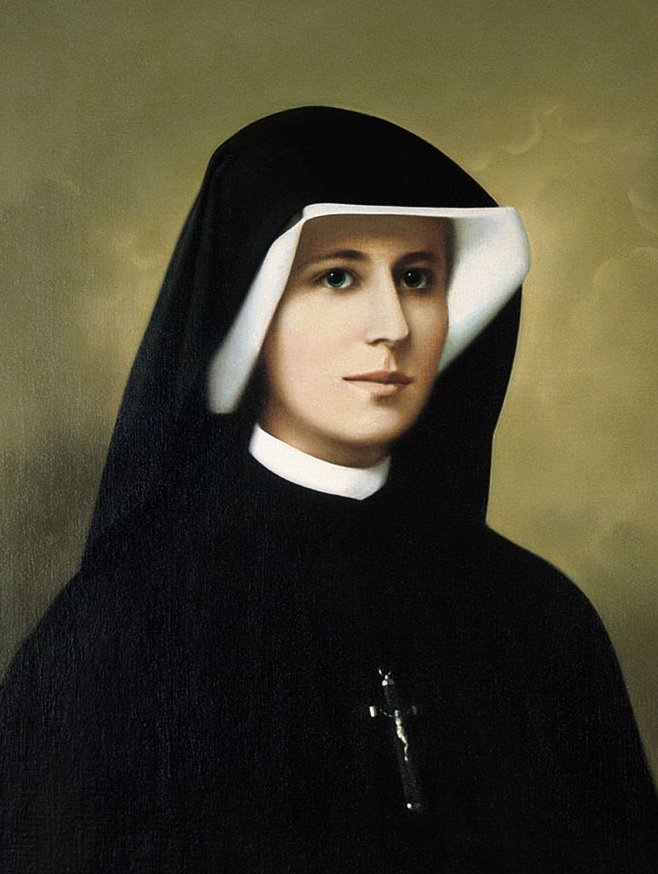
siotra Faustyna Kowalska – zakonnica katolicka

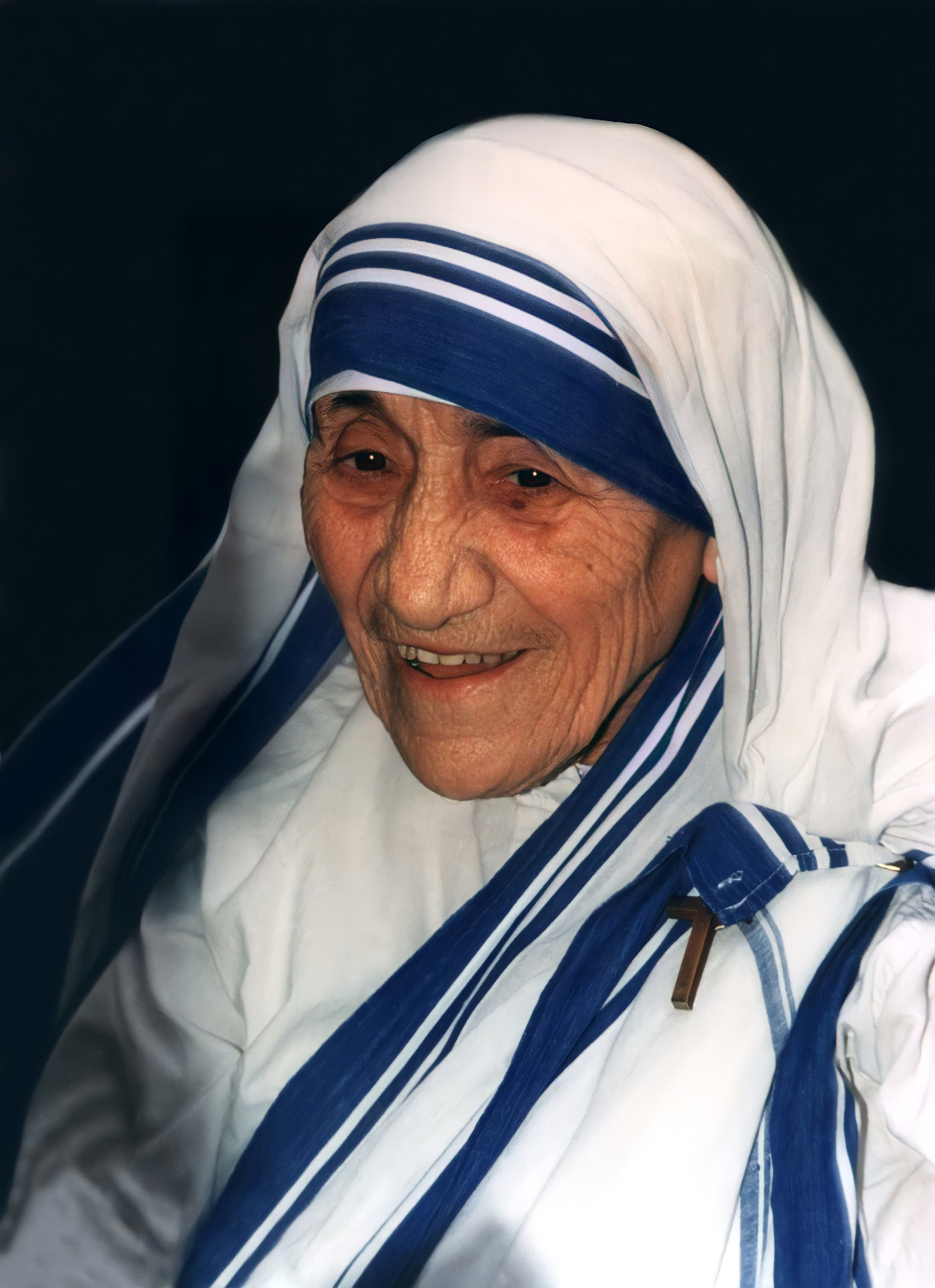
Matka Teresa z Kalkuty – zakonnica katolicka

Zakonnicy i zakonnice zwykle nie są włączani ani do wiernych świeckich, ani do duchowieństwa czyli kleru. Mimo to w Kościołach katolickim i prawosławnym możliwe jest łączenie członkostwa w zakonie ze święceniami kapłańskimi (osobie takiej przysługuje tytuł „ojca”, zaś członków zakonów męskich bez święceń tytułuje się „bratem”, choć dawniej używano tytułu „brat świecki”, gdyż nie byli oni członkami stanu duchownego).

### Kościół katolicki
W Kościele katolickim zakon ma zatwierdzoną przez Kościół regułę. Jego członkowie składają uroczyste śluby. Przeważnie jest to tylko ślub ubóstwa, czystości i posłuszeństwa, jednak wśród wielu zakonów występują dodatkowe śluby, na przykład ślub stałości miejsca, opierające się zwykle na ich szczególnym charyzmacie.
Wśród zakonów katolickich wyróżnia się zakony:
- mnisze (np. benedyktyni, cystersi, kameduli, trapiści, kartuzi);
- żebracze (franciszkanie, dominikanie, karmelici, trynitarze);
- kleryckie (jezuici, kamilianie, pijarzy);
- rycerskie (Krzyżacy, templariusze, kawalerowie maltańscy).

W odróżnieniu od członków zakonów, osoby wstępujące do zgromadzeń zakonnych składają tylko śluby proste.
W Kościele katolickim istnieją zakony świeckie (trzecie zakony), których członków nazywa się tercjarzami (np. franciszkański, dominikański), skupiające osoby świeckie, które w codziennych warunkach osób świeckich kształtując swe życie – na podobieństwo zakonników – zgodnie z odpowiednią regułą, duchowością związaną z charyzmatem danego zakonu i pod wyższym kierownictwem duchowym odpowiedniego zakonu. Tercjarze nie są uważani za prawdziwych zakonników, ponieważ nie ślubują zachowywania czystości, posłuszeństwa i ubóstwa, a jedynie przyrzekają zachowywanie Reguły trzeciego zakonu.

### Inne Kościoły chrześcijańskie
- W Kościele prawosławnym istnieją zakony mnisze, zarówno męskie, jak i żeńskie, których początki sięgają nawet starożytności. Szczególnym miejscem prawosławnego życia monastycznego jest Święta Góra Athos w Grecji.

- W Kościołach wschodnich także istnieje starożytna tradycja zakonów mniszych.

- Reformacja zniosła zakony i większość Kościołów i wspólnot protestanckich je odrzuca. W 1. poł. XIX w. podjęto próby odrodzenia życia zakonnego w Kościołach protestanckich i w niektórych Kościołach luterańskich można zaobserwować tendencje do powrotu wspólnot zakonnych (diakoni i diakonisy)[3][50] (zob. np. męski Baliwat Brandenburski Rycerskiego Zakonu Szpitalników św. Jana Jerozolimskiego czy żeński Diakonat Eben-Ezer).

- W Kościele anglikańskim początkowo zlikwidowano klasztory[51], na skutek czego niemal zupełnie zamarło życie zakonne. W 1. poł. XIX w. życie zakonne zaczęło się odradzać, a w czasach współczesnych nastąpił powrót do organizowania anglikańskich wspólnot zakonnych[3][50][52].

- W Kościele Katolickim Mariawitów istnieje Katolickie Zgromadzenie Sióstr Mariawitek.

- Istnieje też wspólnota ekumeniczna w Taizé we Francji, założona w 1940 roku przez brata Rogera.

## Zakony w religiach niechrześcijańskich
Formacje monastyczne i klasztory występują też w religiach niechrześcijańskich jak:
- pogańska religia starożytnego Rzymu – westalki;
- judaizm – esseńczycy;
- buddyzm – sangha;
- hinduizm;
- dźinizm – wihara;
- shintō[3][53][54].

## Zakony niereligijne
- Istnieją zakony orderów, do których przynależą osoby nimi odznaczone (kawalerowie orderu). Przykładem może być Zakon Złotego Runa czy polski Zakon Kawalerów Orderu Złotego Jelenia, do którego nawiązuje Stowarzyszenie powołane w 1998 r.[55]
- Swoistą świecką odmianą zakonu są stowarzyszenia wolnomularskie, w których występują ryty, system wtajemniczeń, hierarchia oraz rozbudowana symbolika. Zbliżony charakter ma np. Rycerski Zakon Bibliofilski z Kapitułą Orderu Białego Kruka w Krakowie[56].

## Inne znaczenia
- Terminem „zakon” określało się Prawo biblijne nadane Żydom przez Boga (archaizm).
- Termin ten był również używany na określenie Starego i Nowego Testamentu (Stary i Nowy Zakon – archaizm)[57].